# Ernie Sabella
Ernie Sabella (født 19. september 1949 i Westchester County, New York i USA) er en amerikansk skuespiller og tegnefilmsdubber. Han er bedst kendt som stemmen bag Pumba i Disney's Løvernes Konge.